# 元気増進!健康堂本舗
『元気増進! 健康堂本舗』（げんきぞうしん けんこうどうほんぽ）は、1993年10月13日から1994年9月7日までテレビ東京系列局で放送されていたテレビ東京製作の情報バラエティ番組である。放送時間は毎週水曜 20:00 - 20:54 （日本標準時）。
毎回健康に関する様々な情報を紹介していた。

## 出演者
- 木内みどり
- 前田武彦　ほか

## 書籍
- 元気増進! 健康堂本舗〈PART1〉 (祥伝社新書 ノン・ブック)　テレビ東京・テレビマンユニオン（編）（1994年7月）ISBN 978-4396103538
- 元気増進! 健康堂本舗〈PART2〉これで10歳若返る (祥伝社新書 ノン・ブック)　テレビ東京・テレビマンユニオン（編）（1994年9月）ISBN 978-4396103552